# استرید از نروژ
استرید از نروژ همچنین شناخته شده به عنوان پرنسس آسترید، خانم فرنر (Astrid Maud Ingeborg؛ زاده ۱۲ فوریه ۱۹۳۲) دختر دوم پادشاه اولاف پنجم نروژ و همسرش پرنسس مارتا از سوئد است. او خواهر بزرگتر پادشاه هارالد پنجم نروژ و خواهر کوچکتر شاهزاده راگنیلد است.

## زندگی
شاهزاده آسترید در تاریخ ۳۱ مارس ۱۹۳۲ در کاخ چاپل تعمید یافت و پدر و مادرش، پادشاه هاکون هفتم و ملکه ماد نروژ بودند.